# Distrito de Grudziądz
Grudziądz (polaco: powiat grudziądzki) es un distrito (powiat) del voivodato de Cuyavia y Pomerania (Polonia). Fue constituido el 1 de enero de 1999 como resultado de la reforma del gobierno local de Polonia aprobada el año anterior. Su sede administrativa es Grudziądz, aunque la ciudad no forma parte de él y por sí misma es otro distrito distinto. Además de con dicha ciudad, limita con otros siete distritos: al norte con Kwidzyn, al este con Iława, Nowe Miasto y Brodnica, al sur con Wąbrzeźno y al oeste con Chełmno y Świecie; y está dividido en seis municipios (gmina): dos urbano-rurales (Łasin y Radzyń Chełmiński) y cuatro rurales (Grudziądz, Gruta, Rogóźno y Świecie nad Osą). En 2011, según la Oficina Central de Estadística polaca, el distrito tenía una superficie de 727,76 km² y una población de 38 807 habitantes.